# Décembre 1980

## Événements
- 5 décembre : le Pacte de Varsovie menace la Pologne.
- 7 décembre : réélection de António Ramalho Eanes à la présidence de la république du Portugal.
- 8 décembre : devant le Dakota Building à New York, John Lennon, le fondateur des Beatles avec Paul McCartney, est assassiné de quatre balles de revolver calibre 38 par un déséquilibré, Mark Chapman.
- 12 décembre : l'OTAN met en garde l'Union soviétique contre une intervention en Pologne.
- 14 décembre (Rallye automobile) : arrivée du Rallye de Côte d'Ivoire.
- 17 décembre : Milton Obote reprend le pouvoir en Ouganda et fait prolonger le régime de terreur.
- 22 décembre (Salvador) : pour trouver une issue politique à la crise, l’armée nomme José Napoleón Duarte président provisoire.
- 31 décembre : au Sénégal, démission de Léopold Sédar Senghor[1]. Abdou Diouf devient de plein droit chef de l’État. Il nomme Habib Thiam Premier ministre.

## Naissances
- 4 décembre : Antón Cortés, matador espagnol.
- 8 décembre : Julien Bravo, acteur et chanteur français.
- 9 décembre : Verónika Mendoza, femme politique péruvienne.
- 13 décembre : 
  - Shungiku Nakamura, mangaka japonaise.
  - Oljas Bektenov, homme d'État kazakh.
- 15 décembre : Élodie Gossuin, Miss France 2001, Miss Europe 2001, animatrice de télévision et chroniqueuse française.
- 16 décembre : Alban Lenoir, acteur français.
- 18 décembre : Christina Aguilera, chanteuse américaine.
- 19 décembre : Jake Gyllenhaal, acteur américain.
- 21 décembre : Sophie Deremaux, parachutiste française.
- 27 décembre : 
  - Dahntay Jones, joueur puis entraîneur de basket-ball américain.
  - Soufiane Lahouassa, footballeur algérien.
- 30 décembre : Eliza Dushku, actrice américaine.
- 31 décembre : Richie McCaw, joueur de rugby néo-zélandais.

## Décès
- 2 décembre : Romain Gary, écrivain français, Prix Goncourt.
- 4 décembre : Edouard Ramonet, homme politique français.
- 8 décembre : John Lennon, chanteur britannique, ancien membre des Beatles (° 9 octobre 1940).
- 12 décembre : Jean Lesage, avocat canadien, procureur de la Couronne de la province de Québec et Premier ministre du Québec.
- 14 décembre : Guido Landra, anthropologue et théoricien du racisme italien (° 16 février 1913).
- 16 décembre : le Colonel Sanders, restaurateur, entrepreneur et philanthrope américain, fondateur et promoteur du restaurant KFC.
- 23 décembre : Jan Vaerten, peintre belge (° 5 août 1909).